# Jules-Émile-François Hervé de Beaulieu
Pour les articles homonymes, voir Beaulieu.
Jules-Émile-François Hervé de Beaulieu (16 septembre 1752, Rannée - 24 septembre 1807, Redon) est un avocat, financier et homme politique français.

## Biographie
Jules-Émile-François Hervé de Beaulieu est né dans une famille d'ancienne bourgeoisie originaire d'Anjou, établie en Bretagne au XVIe siècle, issue de Pierre Hervé (1535-1596), notaire et marchand, bourgeois de Migron, paroisse de Frossay, dans l'actuel département de la Loire-Atlantique. Son fils, Jean Hervé (1535-1596), était marchand drapier à Nantes. *Claude Hervé (1645-1710), sieur du Pléneuf, puis de Beaulieu en Pierric, était procureur fiscal de la vicomté de Carheil, puis sénéchal de Carheil en Plessé, (Loire-Atlantique).
Jules-Émile-François Hervé de Beaulieu est le fils de Joseph-Luc Hervé de Beaulieu et de La Budrais (1711-1794), avocat au parlement et receveur général des fermes à Redon, et d'Agathe-Émilie Bigot de Maubuisson, née le 24 avril 1720. Il est l'oncle du général Louis Marie Levesque de Laferrière. Il épouse Mlle Ridouël.
Après ses études de droit à la Faculté de Rennes (comme son cousin Bigot de Préameneu), il devient avocat au Parlement de Bretagne, puis est employé de l'Administration des Domaines en Bretagne en 1788. Il est directeur de la Compagnie des Indes à Lorient, puis directeur de la ferme et régie des devoirs de Bretagne à Lorient puis à Paris.
En 1791, il devient commissaire à la Comptabilité nationale, puis ministre des Contributions et Revenus publics en remplacement d'Antoine Duranthon, du 19 juin au 29 juillet 1792. 
Par un mémoire adressé à la Convention nationale, il essaye d'intervenir en faveur de la libération des enfants du roi, dont l'incarcération n'avait de fondement juridique. 
Durant les troubles parisiens de l'été 1792, il est blessé à une jambe, ce qui conduira à l'amputation de sa jambe.
Arrêté  sous la Terreur, libéré, il sera un des avocats des accusés nantais. Il se retire dans son manoir de Beaulieu-la-Garenne, restant à l'écart de la vie publique locale jusqu'à la fin de la Révolution.
Sous le Consulat, à la suite du coup d'État du 18 Brumaire, il devient conseiller de l'arrondissement communal de Redon (21 mai 1800), puis conseiller général du département d'Ille-et-Vilaine (1803).
Il meurt à Redon en 1807.